# Frontiera între România și Ucraina
Frontiera terestră între România și Ucraina este o graniță internațională, lungă de 649,4 kilometri, care delimitează teritoriile României și Ucrainei. Ea constituie una dintre limitele estice ale Uniunii Europene de după extinderea survenită în 2007.
În prezent, ea are o lungime de 649,4 km, dintre care 273,8 km este frontieră terestră, 343,9 km frontieră fluvială și 31,7 km frontieră maritimă.

## Caracteristici
Frontiera româno-ucraineană este discontinuă: ea este formată din două segmente separate între ele de Republica Moldova. Lungă de 362 kilometri, prima parte are ca extremitate un colț unde se întâlnesc frontierele ungaro-română și ungaro-ucraineană. De acolo, ea ajunge la Carpații Orientali: acest segment a fost trasat în 1918 de către comisia internațională prezidată de geograful francez Emmanuel de Martonne. Mergând apoi pe o linie ce separă cursurile de apă din Carpați, frontiera urmează un traseu de la vest la est mai mult sau mai puțin rectiliniu, fixat în iunie 1940 de o comisie sovieto-română constituită ca urmare a cedării de către România a Basarabiei și nordului Bucovinei către URSS în urma ultimatumului sovietic (anexare decisă prin Pactul Ribbentrop-Molotov din 1939), până la un colț pe care îl formează cu frontiera trasată de aceeași comisie între România și Moldova sovietică și Frontiera terestră între Republica Moldova și Ucraina trasată în august 1940 de către sovietici.
A doua parte are o lungime de 169 km. Ea începe de la un alt colț format de Republica Moldova, România și Ucraina, pe malul stâng al Dunării, la 570 m în aval de confluența cu râul Prut, și se termină nedefinit aproap de țărmul Mării Negre, la 7 km la sud de vărsarea brațului Chilia, în zona Musura. Cea mai mare parte a acestui traseu, orientată de la vest la est ca și Dunărea și brațul Chilia, se datorează de asemenea comisiei sovieto-române din iunie 1940. Totuși, anumite secțiuni s-au aflat în litigiu între 1991 și 3 februarie 2009: este vorba de teritoriile ocupate de URSS în 1945, recunoscute ca românești prin Tratatul de Pace de la Paris din 1947, apoi partajate în 1948, printr-un protocol special (care nu a fost niciodată ratificat de către cele două țări) între România (care a a recuperat insulele Tătaru Mare, Babina și Cernofca) și URSS (care a continuat să ocupe celelalte șase insule, "moștenite" în 1991 de Ucraina).
Începând din ianuarie 1991, România cere restituirea celor șase insule, dintre care cinci se află pe brațul frontalier Chilia (Daleru Mare, Daleru Mic, Tătaru mic, Maican și Limba, această ultimă se află la gura de vărsare), iar cea de-a șasea este Insula Șerpilor din Marea Neagră, cu apele sale teritoriale. În 1997, un arbitraj american a cerut României să renunțe la revendicările sale asupra celor șase insule și să semneze cu Ucraina un tratat frontalier care să împartă jumătate-jumătate platoul continental din jurul și de la sud de Insula Șerpilor: 12.200 km² conținând circa 70 de miliarde de metri cubi de gaz și 12 milioane de tone de petrol. În 2001 Ucraina a pus unilateral balize de frontieră pe mare de la digul de nord al portului Sulina până la o linie aflată la o mare distanță de sudul Insulei Șerpilor. Grănicerii români, ale căror mijloace sunt inferioare celor ale ucrainenilor, nu au reacționat și presa română i-a acuzat de corupție.

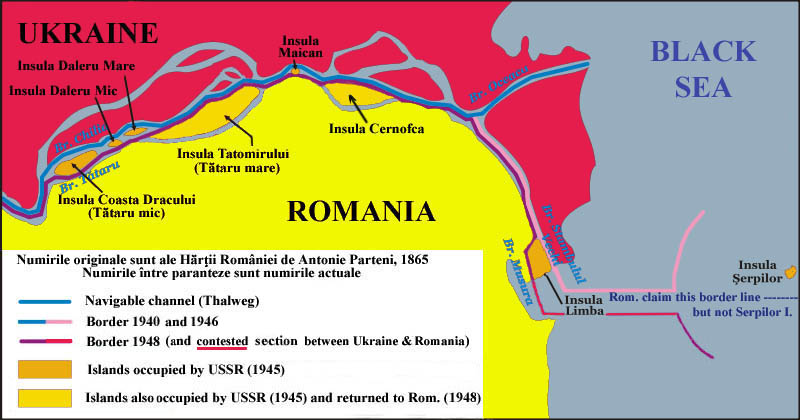
Insulele și frontiera (violet) în litigiu între România și Ucraina

Delimitarea maritimă din 3 februarie 2009: cu albastru revendicările ucrainene, cu roșu cele românești, cu violet decizia dată de CIJ.

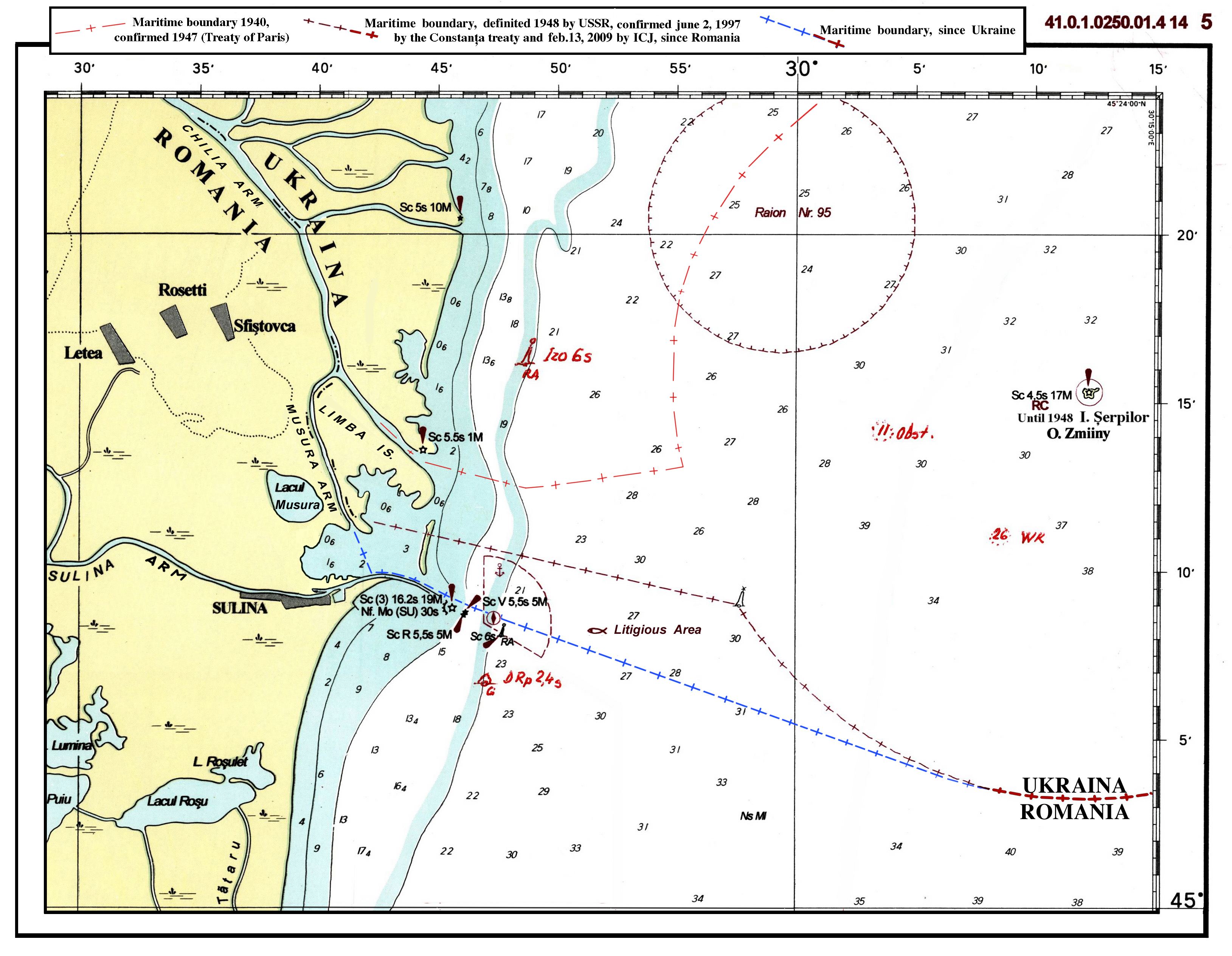
Frontiera maritimă în dreptul golfului Musura: Ucraina a pus de facto balize frontaliere de-a lungul digului nord al Brațului Sulina, în timp de frontiera de jure (de drept) este mai la nord

În august 2004 partea română a adus acest litigiu de frontieră în fața Curții internaționale de justiție de la Haga. Ea a susținut că aplicarea convențiilor sovieto-române privitoare la delimitarea frontierei s-a făcut în temeiul Tratatului de Pace de la Paris (1947), URSS ocupând nejustificat insulele în litigiu, iar frontiera rămânând neclar undeva la sud de Insula Șerpilor. Chiar dacă insulele au fost atribuite Ucrainei, România reclamă apele teritoriale din jurul Insulei Șerpilor, susținând că insula, care nu are nici apă potabilă și nici sol fertil, nu este altceva decât o stâncă (suprafață: 0,17 km²), care nu poate susține locuirea umană sau activități economice proprii. Partea ucraineană susține că este vorba de o insulă adevărată și că și-a instalat acolo mijloace economice (a transportat câteva zeci de tone de sol fertil, a plantat arbori și a instalat acolo familiile grănicerilor, existând pe insulă un oficiu poștal și o agenție bancară, elicoptere care să aducă apă și un rezervor) .
Începând din 2 septembrie 2008, Ucraina și România și-au prezentat argumentele în fața Curții internaționale de justiție de la Haga. Companiile petroliere British Petroleum (BP) și Shell au semnat contracte de prospecțiuni cu Ucraina, în timp ce Total a încheiat un contract cu România. Compania austriacă ÖMV (proprietara Petromului, cea mai mare companie petrolieră românească) a mizat pe ambele țări semnând cu consorțiul Naftogaz Ukrainy-Chernomornaftogaz un contract pentru a concura împreună la licitațiile pentru acordarea de licențe pentru prospecțiuni în întreaga zonă în litigiu..
La 3 februarie 2009, Curtea internațională de justiție a dat decizia, acceptată de ambele țări: cele șase insule în litigiu rămân Ucrainei, iar în ceea ce privește apele teritoriale ale Insulei Șerpilor, 2.500 km² au fost atribuite Ucrainei (cu o adâncime medie sub 50 m) și 9.700 km² României (cu o adâncime medie peste 50 m) . Rămân în litigiu doar Insula Maican și zona Musura, care nu au fost încă delimitate pe teren conform prescrierilor tratatului frontalier de la Constanța din 2 iunie 1997.

## Puncte de trecere a frontierei
Pe acest sector se află 20 puncte pentru controlul trecerii frontierei, dintre care 7 în regim de trafic internațional (3 rutiere și 4 feroviare) și 13 în regim de mic trafic (numai pentru cetățenii români și ucraineni cu domiciliul permanent în județele și regiunile de frontieră) (4 rutiere, 4 pietonale și 5 fluviale).

### În regim de trafic internațional
- Halmeu (SM) - Diakove (r. Vinogradov) (AO)- rutier (mărfuri și călători)
- Sighetu Marmației (MM) - Slatina (Solotvino) (r. Teceu) (AO) - rutier (călători)
- Siret (SV) - Tereblecea (Porubne) (r. Adâncata) (CE)- rutier (mărfuri și călători)
- Vicovu de Sus (SV) - Crasna (Krasnoilsk) (r. Storojineț) (CE) - rutier (deschis pe 10 noiembrie 2022)
- Halmeu (SM) - Diakove (r. Vinogradov) (AO)- feroviar (mărfuri)
- Câmpulung la Tisa (MM) - Teresva (r. Teceu) (AO) - feroviar (mărfuri)- trafic suspendat
- Valea Vișeului (MM) - Dilove (r. Rahău) (AO) - feroviar (mărfuri)- trafic suspendat
- Vicșani (SV) - Vadul Siret (r. Adâncata) (CE)- feroviar (mărfuri și călători)
- Racovăț (BT) - Diakivți (CE) - rutier (redeschis în februarie 2023)
- Isaccea (TL) - Cartal (Orlivka) (r. Reni) (BH) - fluvial

### În regim de mic trafic
- Ulma (SV) - Rusca (r. Putila) (CE) - rutier
- Sighetu Marmației (MM) - Biserica Albă (Bila Țerkva) (r. Rahău) (AO) - pietonal
- Izvoarele Sucevei (SV) - Șipotele Sucevei (r. Putila) (CE) - pietonal
- Climăuți (SV) - Fântâna Albă (r. Adâncata) (CE) - pietonal
- Vășcăuți (SV) - Volcinețul Nou (r. Adâncata) (CE) - pietonal
- Galați (GL) - Reni (r. Reni) (BH)- fluvial
- Plauru (TL) - Ismail (BH) - fluvial
- Chilia Veche (TL) - Chilia Nouă (Kilia) (r. Chilia Nouă) (BH) - fluvial
- Periprava (TL) - Vâlcov (Vîlkove) (r. Chilia Nouă) (BH) - fluvial

În prezent micul trafic de frontieră cu Ucraina este suspendat ca urmare a blocării negocierilor pentru încheierea unui nou acord privire la micul trafic de frontieră.